# Maria Brandin
Maria Helene Brandin (* 4. September 1963 in Kungälv) ist eine ehemalige schwedische Ruderin.
Brandin stand 1987 erstmals im Finale bei Ruder-Weltmeisterschaften: zusammen mit Carina Gustavsson belegte sie im Doppelzweier den sechsten Platz. Im Jahr darauf waren die beiden Achte bei den Olympischen Spielen in Seoul. 1989 wechselte Brandin in den Einer und belegte auf Anhieb den sechsten Platz bei den Weltmeisterschaften in Bled, ein Jahr später wurde sie in Tasmanien Fünfte. 1991 gewann Brandin auf dem Lago Piediluco ihre erste Weltcupregatta, bei den Weltmeisterschaften 1991 in Wien belegte sie wie im Vorjahr den fünften Platz. Diesen Platz wiederholte sie bei den Olympischen Spielen 1992 in Barcelona.
1993 gewann Brandin in Tampere und in Henley zwei Weltcupregatten, bei den Weltmeisterschaften in Račice u Štětí erreichte sie den vierten Platz. Nach fünf Jahren mit einer Endkampfplatzierung beim Saisonhöhepunkt konnte sich Brandin bei den Weltmeisterschaften 1994 in Indianapolis nur für das B-Finale qualifizieren, das sie dann gewann. 1995 war dann Brandins beste Saison: nach Weltcupsiegen in Paris und Henley siegte sie auch bei den Weltmeisterschaften in Tampere. Im Jahr darauf verpasste sie bei den Olympischen Spielen in Atlanta als Vierte knapp eine Medaille.
Bei den Weltmeisterschaften 1997 auf dem Lac d’Aiguebelette gewann Brandin ihre zweite internationale Medaille, als sie hinter der Belarussin Kazjaryna Chodotowitsch und der Dänin Trine Hansen die Bronzemedaille erkämpfte. Ebenfalls Bronze gewann sie im Jahr darauf in Köln hinter der Russin Irina Fedotowa und der deutschen Katrin Rutschow. Nach einem 15. Platz bei den Weltmeisterschaften 1999 und dem elften Rang bei ihrer vierten Olympiateilnahme beendete Maria Brandin ihre Karriere mit Platz 12 bei den Ruder-Weltmeisterschaften 2001.